# El Progreso, Martínez de la Torre
El Progreso är en ort i Mexiko.   Den ligger i kommunen Martínez de la Torre och delstaten Veracruz, i den sydöstra delen av landet, 230 km öster om huvudstaden Mexico City. El Progreso ligger 61 meter över havet och antalet invånare är 1 094.
Terrängen runt El Progreso är platt, och sluttar österut. Runt El Progreso är det ganska tätbefolkat, med 222 invånare per kvadratkilometer. Närmaste större samhälle är Martínez de la Torre, 6,8 km sydväst om El Progreso. Omgivningarna runt El Progreso är en mosaik av jordbruksmark och naturlig växtlighet.